# Home (Sevendust)
Home è il secondo album in studio del gruppo musicale statunitense Sevendust, pubblicato il 24 agosto 1999.

## Descrizione
Home, rispetto al precedente, è più melodico e orecchiabile, nonostante chitarra e batteria presentino un suono più aggressivo. Nell'album sono presenti anche influenze rhythm and blues e soul, rintracciabili nello stile vocale di Lajon Witherspoon.
All'album hanno collaborato anche alcuni artisti provenienti da altre band alternative metal, quali Skin degli Skunk Anansie, Chino Moreno dei Deftones e Troy McLawhorn dei DoubleDrive, la prima in Licking Cream e gli ultimi in Bender. Home ricevette la certificazione di disco d'oro dalla RIAA il 18 maggio del 2000.

## Tracce
Testi e musiche di Sevendust.
1. Home – 3:35
2. Denial – 4:17
3. Headtrip – 3:08
4. Insecure – 1:01
5. Reconnect – 3:37
6. Waffle – 3:30
7. Rumble Fish – 3:22
8. Licking Cream (feat. Skin) – 3:17
9. Grasp – 4:21
10. Crumbled – 3:28
11. Feel So – 3:38
12. Grasshopper – 0:08
13. Bender (feat. Chino Moreno e Troy McLawhorn) – 3:45

## Formazione
- Lajon Witherspoon - voce
- John Connolly - chitarra, voce secondaria
- Clint Lowery - chitarra, voce secondaria
- Vinnie Hornsby - basso
- Morgan Rose - batteria, voce secondaria

### Altri musicisti
- Skin - voce nella traccia 8
- Chino Moreno (accreditato come Pony 1) - voce nella traccia 13
- Troy McLawhorn - chitarra ritmica nella traccia 13

## Classifiche
| Classifica (1999-00) | Posizione massima |
| -------------------- | ----------------- |
| Nuova Zelanda        | 26                |
| Stati Uniti          | 19                |